# Bröderna Svenssons såg och snickeri
Bröderna Svenssons såg och snickeri var ett trävaruföretag i Ödsbyn. Sven Larsson och Johan V. Bergström ingick kompanjonskap och beslöt att bygga ett ramsågverk. Byggandet påbörjades 1894 och förlades nedanför Selsviken. Det sågade timret fraktades på järnväg till Gensjösjön där man byggt upp en brädgård. Vintertid kördes de färdiga trävarorna till Anundsjö järnvägsstation.
Kompanjonskapet gick inte bra vilket medförde att Sven Larsson köpte ut Johan Bergström. Ångmaskinen som tidigare varit huvudkraftkälla såldes till Billsta Trävaru AB ca 1896 och sågen byggdes om till vattendrift. 1907 installerades en modern men begagnad cirkelsåg, kantverk, hyvel och ytterligare snickeriutrustning.
Snickeriet levererade hästredskap som timmerdoningar, skaklar, lastvagnar och kärror. För ändamålet samarbetade man med andra företag i bygden. Man tillverkades också skidor för Monark-koncernens räkning samt till Försvarsmakten.